# مسلم أحمد
مسلم أحمد (25 أبريل 1989 بكوالا ترغكانو في ماليزيا - ) هو لاعب كرة قدم ماليزي في مركز قلب الدفاع. شارك مع منتخب ماليزيا تحت 23 سنة لكرة القدم ومنتخب ماليزيا لكرة القدم. أما مع النوادي، فقد لعب مع نادي ترغكانو ونادي جوهر دار التعظيم ونادي كلنتن وHarimau Muda ‏ وهاريماو مودا أ وPolis Diraja Malaysia FC ‏ وهاريماو مودا ب.

## وصلات خارجية
- مسلم أحمد على موقع قاعدة بيانات كرة القدم.إي يو (الإنجليزية)
- مسلم أحمد على موقع ناشيونال فوتبول تيمز (الإنجليزية)
- مسلم أحمد على موقع Soccerway.com (الإنجليزية)